# Chocolat – Verbotene Sehnsucht
Chocolat – Verbotene Sehnsucht ist ein französisch-deutsch-kamerunisches Filmdrama von Claire Denis aus dem Jahr 1988.

## Handlung
Die junge France kehrt in den 1980er-Jahren als Besucherin nach Kamerun zurück. Sie wird von einem Mann mit Sohn mit dem Auto ein Stück des Weges mitgenommen und erinnert sich an ihre Kindheit.
Kamerun 1957, kurz vor Ende der Kolonialzeit: France ist noch ein Mädchen und wächst als einziges Kind des Verwaltungsbeamten und örtlichen Gouverneurs Marc Dalens und seiner Frau Aimée auf. Sie lebt in der Natur und ist oft allein. Gesellschaft leistet ihr Protée, der Boy der Familie, der das Vertrauen der Familie Dalens erworben hat und wie das Mädchen als Außenseiter lebt. Er ist Diener, Putzkraft, Übersetzer, Kindermädchen und Beschützer, wenn Marc auf Inspektion unterwegs ist. Stets hält er sich im Hintergrund und wird, obwohl er sich unentbehrlich macht, dennoch „nur“ als Diener angesehen. Aimée, die sich heimlich zu ihm hingezogen fühlt, unterdrückt ihre Gefühle, wie auch er unter seiner Liebe zu ihr leidet, jede Annäherung von ihrer Seite jedoch ebenso abrupt unterbindet. Über allem steht die unausgesprochene Wahrheit, dass er nur der Boy der Familie ist, der zudem oft als selbstverständlich übersehen wird.
Aimées Alltag vergeht weitgehend ereignislos. Besuche bei den norwegischen Nachbarn, der Besuch des Briten Jonathan Boothby, der Aimée in Abwesenheit von Marc betrunken den Hof macht, Streit mit dem Koch, der kein französisches Essen kochen kann … Eines Tages wird der Alltag durch die Notlandung eines Flugzeugs unterbrochen. Ein Propeller ist zerstört und muss erneuert werden. Auf dem Feld beginnen Kameruner zudem damit, eine Startbahn für das Flugzeug zu bauen. Rund einen Monat bleiben die Fremden, darunter der rassistische Plantagenbesitzer Joseph Delpich, Machinard und seine Frau und der Lebemann Luc, auf Dalens’ Anwesen. Alle stehen den Schwarzen feindlich gegenüber und stören das fragile gesellschaftliche Gleichgewicht vor Ort. Protée verachtet Luc, der sich mit den schwarzen Angestellten des Haushalts gleichmachen will. Er duscht in der Boys-Dusche, schläft im Freien auf dem Boden und weigert sich schließlich, am Tisch zu essen, sondern nimmt seine Speisen mit den Dienern des Hauses ein. Abends zieht er Protée mit seiner Verehrung für Aimée auf und zeigt offen seine Verachtung für ihn. Protée wirft sein Schlafzeug von der Veranda und es kommt zum Zweikampf, bei dem Protée Luc rauswirft. Aimée, die sich Protée nähert, wird von ihm grob abgewiesen. Aimée setzt bei Marc durch, dass Protée aus dem Haushalt verschwindet. Er wird nun bei den Garagen angestellt. Als er eines Abends am Generator des Anwesens arbeitet, begibt sich France zu ihm. Sie fragt, ob ein bestimmtes Bauteil heiß sei, und er fasst es an. Sie wiederum verbrennt sich sofort die Hand – Protée, der sich ebenfalls die Hand verbrannt hat, blickt sie regungslos an und geht davon.
Wenig später ist das Flugzeug wieder startklar. Die Fremden verlassen den Ort und auch die befreundeten Norweger reisen ab. France steht mit verbundener Hand bei ihren Eltern und verabschiedet die Reisenden.
France will als junge Frau ihr Elternhaus aufsuchen. Der Mann, der sie gefahren hat, rät ihr, lieber zum Flughafen zu fahren. Aus ihrer Hand liest er weder Vergangenheit noch Zukunft. Einen gemeinsamen Drink lehnt er ab. France folgt seinem Rat und wartet schließlich am Flughafen auf ihre Maschine.

## Produktion
Chocolat – Verbotene Sehnsucht war das Regiedebüt von Claire Denis, die als Tochter eines Kolonialbeamten in Afrika aufwuchs und erst im Alter von 14 Jahren nach Paris kam. Zwar ist der Film nicht autobiografisch, doch seien nach eigener Aussage „die emotionalen Erinnerungen […] authentisch.“ Die Arbeit am Filmscript begann 1985, die Dreharbeiten starteten 1987. Der Film wurde vor Ort in Kamerun, darunter in Mindif, gedreht. Die Kostüme schuf Christian Gasc, die Filmbauten stammen von Thierry Flamand. Der Filmtitel Chocolat nimmt Bezug auf einen Slangausdruck aus den 1950er-Jahren, der übersetzt „[Schwarz sein und] betrogen werden“ bedeutet.
Der Film lief am 18. Mai 1988 im Rahmen der Internationalen Filmfestspiele von Cannes 1988. In der Bundesrepublik war er ab 24. August 1989 im Kino zu sehen.

## Kritiken
Chocolat – Verbotene Sehnsucht sei ein in „klaren Bildern und ruhigen Einstellungen einfühlsam erzählter Film, der in langen Rückblenden einen sehr persönlichen Blick in das Innenleben des Kolonialismus bietet“, so der film-dienst. „Mit ihrem Regiedebüt etablierte sich die Französin Claire Denis umgehend als Regiehoffnung. Ihrer Methode, politische Themen erotisch zu verpacken, blieb sie auch später treu […]. Fazit: Kolonialismus-Kritik, erotisch verpackt“, urteilte Cinema. Roger Ebert lobte Chocolat – Verbotene Sehnsucht, der einer der besten Filme des Jahres sei.

## Auszeichnungen
Auf den Internationalen Filmfestspielen von Cannes 1988 lief der Film 1988 im Wettbewerb um die Goldene Palme. Chocolat – Verbotene Sehnsucht wurde 1989 für einen César in der Kategorie Bestes Erstlingswerk nominiert und im selben Jahr vom National Board of Review zu einem der besten internationalen Filme des Jahres gewählt.